# Iglesia de San Esteban (Humanes)
La iglesia parroquial de San Esteban es un templo católico situado en la localidad de Humanes (Guadalajara, España).

## Descripción
La iglesia parroquial está dedicada a San Esteban. Tiene dos naves, planta de cruz latina y torre de sillarejo (1508). El presbiterio y el crucero son obra de los maestros canteros Juan de Ballesteros y Juanes de Iriarte (1570-1604), de gran belleza arquitectónica, con pórtico orientado al sur. Este pórtico está formado por columnas de tipo alcarreño similares a las existentes en el pórtico de la Concatedral de Santa María en Guadalajara.

### Planta
|  | 1. Pórtico sur; acceso al templo. 2. Nave. 3. Presbiterio y ábside. 4. Sacristía. 5. Torre-campanario. 6. Coro elevado. 7. Baptisterio y pila bautismal. 8. Pórtico oeste. 9. Galería porticada. 10. Signos lapidarios. |

Templo de estilo románico rural,[cita requerida] siglo XVI, de planta rectangular rematada por ábside semicircular con contrafuertes exteriores, presenta la orientación litúrgica habitual con una ligera desviación (73° E). Consta de los siguientes elementos:
- Nave (2) de cuatro tramos con arcos fajones en el lado de la Epístola y cubierta con bóveda de cañón rematada por Ábside (3) semicircular con 3 contrafuertes.
- Presbiterio (3) obra de los maestros canteros Juan de Ballesteros y Juanes de Iriarte (1570-1604).
- Galería porticada (9) típica del estilo rural de la zona con cubierta apoyada en cinco columnas sobre zócalo y acceso al templo por el pórtico sur.
- Torre-campanario (5) de tres plantas, las dos inferiores en sillarejo, situada en el ángulo noroeste.

- El templo dispone de dos portadas, el pórtico oeste (8) de arco de medio punto liso situado en un sobrio elemento ligeramente sobresaliente de la fachada de la torre-campanario y el pórtico sur (1) también en arco de medio punto adovelado, de una única arquivolta con bocel estriado, por el que se efectúa el acceso al templo habitualmente.

En el interior del templo:
- A la izquierda del pórtico, se sitúa el coro (6) elevado y el Baptisterio (7) en el ángulo suroeste, con una interesante pila bautismal decorada con arcos y basa cilíndrica en forma de tronco de pirámide.
- Sacristía (4), situada en el ángulo sureste.

### Marcas de cantero
Se han identificado un total de 34 signos de 17 tipos diferentes situadas en el interior y exterior del templo, que se distribuyen de la siguiente forma:

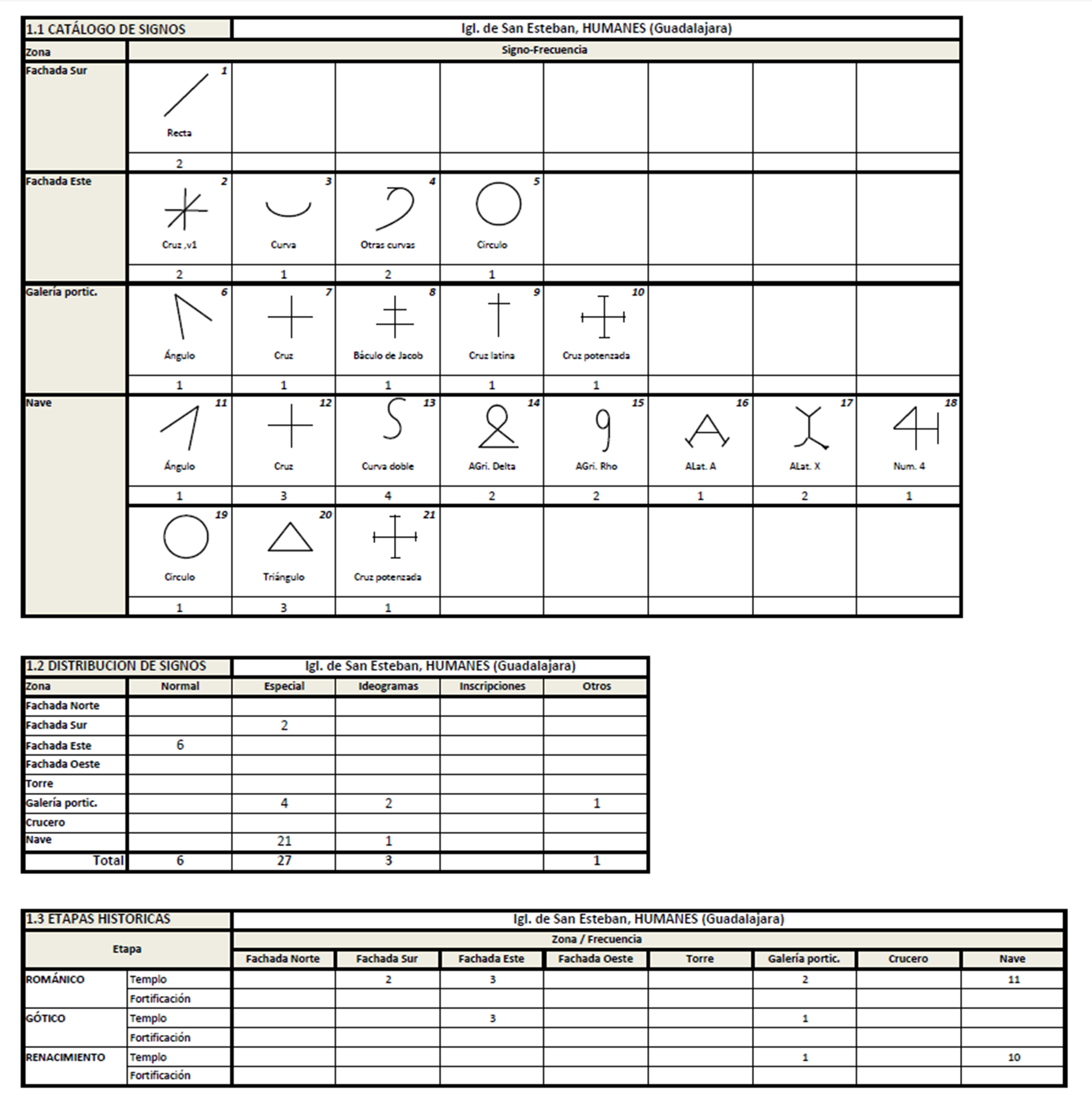
Catálogo de signos lapidarios del templo. Ver Planta.